# Concepts, Techniques, and Models of Computer Programming
Concepts, Techniques, and Models of Computer Programming je udžbenik objavljen 2004. o općenitim konceptima računalnog programiranja iz MIT Pressa, a koju su napisali profesor s Université catholique de Louvain, Peter van Roy, te profesor s Kraljevskog instituta tehnologije u Švedskoj, Seif Haridi.
Rabeći pažljivo izabrane napredujuće podskupe programskog jezika Oz, udžbenik objašnjava najvažnije programske koncepte, tehnike i modele (paradigme).

## Vanjske poveznice
- ISBN 0262220695
- Službeni CTM site, s mnogo dodatnog materijala  Arhivirana inačica izvorne stranice od 17. svibnja 2008. (Wayback Machine)
- Recenzija Scotta Johnsona
- Yves Deville et al. recenzija  Arhivirana inačica izvorne stranice od 14. prosinca 2005. (Wayback Machine)
- CTM wiki
- Online inačica ranog nacrta knjige  Arhivirana inačica izvorne stranice od 22. ožujka 2007. (Wayback Machine)